# William Branwhite Clarke

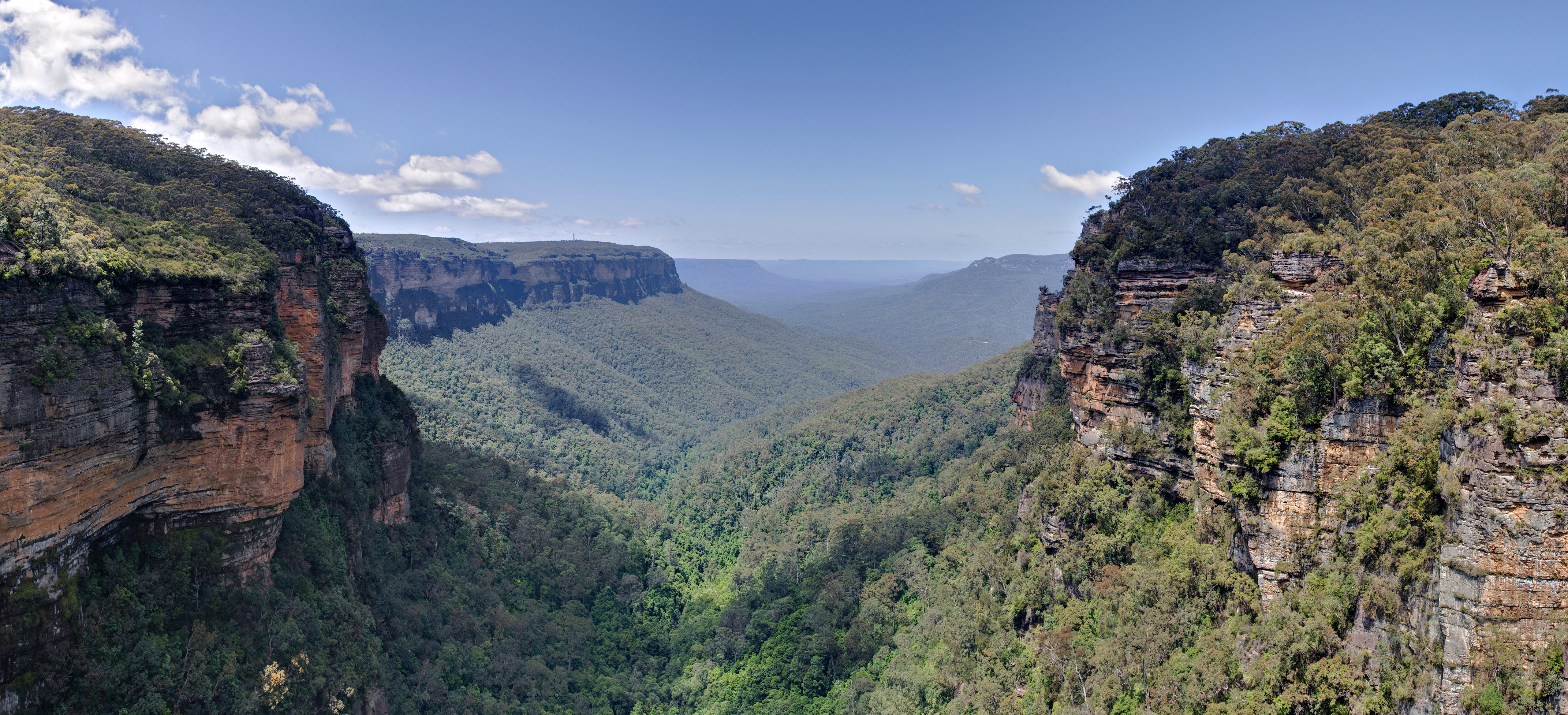
Góry Błękitne

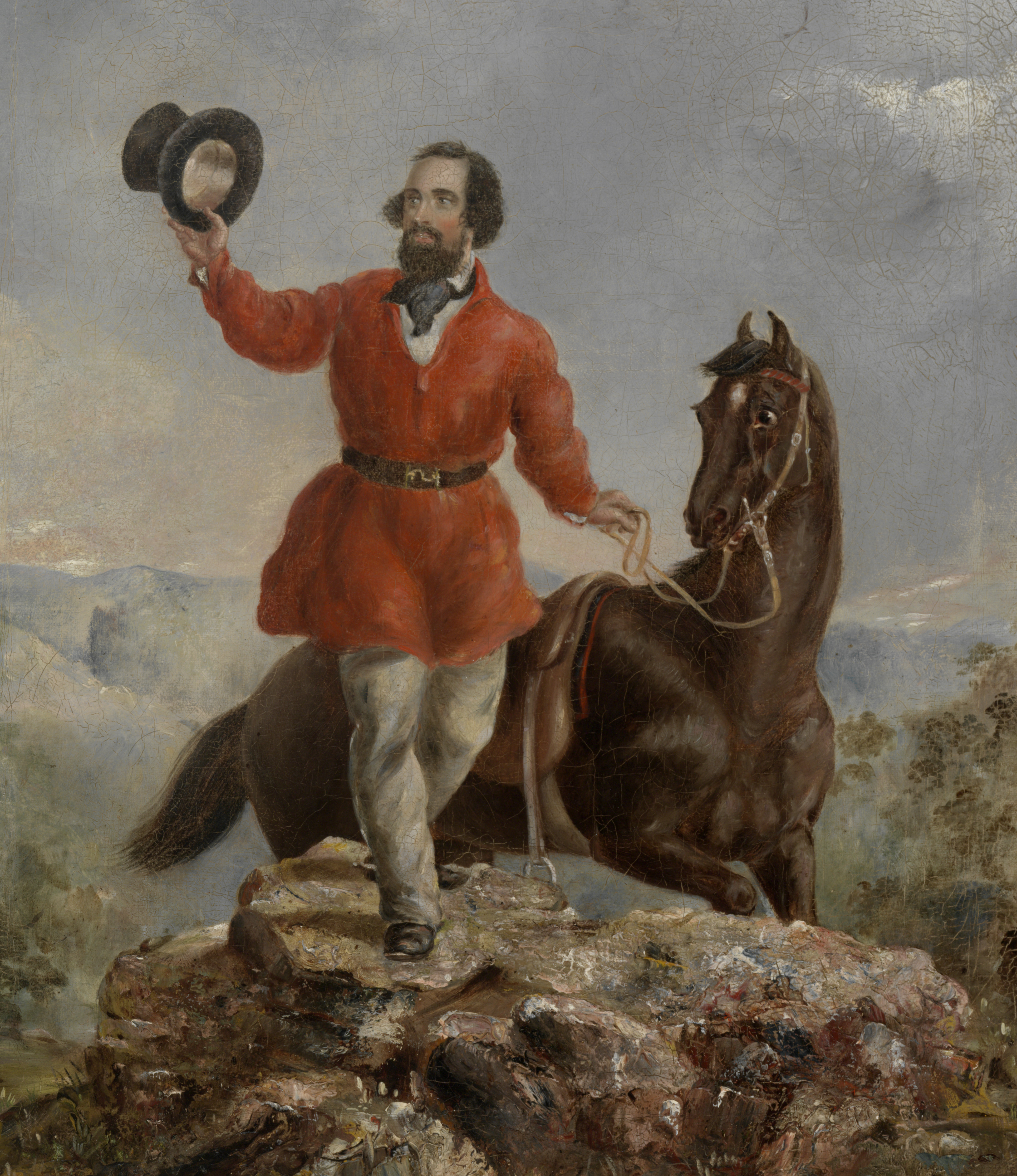
Edward Hargraves pozdrawia górników kopalni złota (12 stycznia 1851)

William Branwhite Clarke (ur. 2 czerwca 1798 w East Bergholt, Suffolk, zm. 16 czerwca 1878 w Sydney, Nowa Południowa Walia) – angielsko-australijski geolog nazywany „ojcem australijskiej geologii” (Father of Australian Geology), duchowny anglikański, pedagog i publicysta.

## Życiorys

### Przed wyjazdem do Australii (lata 1798–1839)
Był najstarszym synem Sarah i Williama Clarke (nauczyciela). Początkowo uczył się w szkole prowadzonej przez ojca i w Grammar School w Dedham, a później (od 1817) w Jesus College w Cambridge – kolegium na University of Cambridge, siostrzanym dla Jesus College w Oksfordzie. Uzyskał stopień Bachelor of Arts (BA) w 1821 i stopień Master of Arts (MA) w 1824 roku. Na studiach interesował się literaturą. Pod wpływem profesora geologii, ks. Adama Sedgwicka, przyjął postawę naukowca opierającego się na faktach i rozumowaniu indukcyjnym. W czerwcu roku 1821 został diakonem w Katedrze w Norwich, a święcenia kapłańskie odebrał w roku 1823. Był wikarym w Suffolk, Sussex i East Bergholt (1824). Po śmierci ojca (1829) zastąpił go w Free School w East Bergholt, a później pełnił funkcję wikariusza w nowym kościele St Mary’s Church w Longfleet (Dorset). W tych latach publikował artykuły na temat geologii (z uwagami dotyczącymi zoologii) oraz liczne poetyckie księgi wersetów, m.in. Pompeii (1819), Carmen Exequiale (1821), The River Derwent (1822), Recollections of a Visit to Mont Blanc (1828), Lays of Leisure (1829). W roku 1824 został jednym z założycieli i redaktorów Cambridge Quarterly Review i Academical Register, a w roku 1826 został członkiem Geological Society of London|. W grudniu 1838 r. został nominowany przez Towarzystwo Krzewienia Ewangelii na duszpasterza w Nowej Południowej Walii, co miało sprzyjać jego zdrowiu i pracy w dziedzinie geologii.

### W Australii (lata 1839–1878)
Początkowo został skierowany do Campbelltown, ale wkrótce przeniesiony na stanowisko dyrektora King’s School w Parramatta, z którego zrezygnował w 1840 ze względu na stan zdrowia. Był rektorem St. Peter's Anglican Primary School (Campbelltown), a w latach 1846–1871 (do emerytury) – pierwszym pastorem St. Thomas Church North Sydney. Był przeciwnikiem traktarianizmu, lecz wspierał edukacyjną politykę biskupa Williama Broughtona – założyciela królewskiej szkoły w Parramatta (zob. też Diecezja Sydney).
Został zapamiętany bardziej jako geolog, niż jako duchowny. W okolicach Sydney i Paramota gromadził próbki skał i skamieniałości, a wyniki ich badań publikował w Tasmanian Journal of Natural Science i czasopismach brytyjskich. Przewidywał odkrycia bogactw naturalnych Australii, m.in. w 1841 r. w łupkach kwarcowo-żelazistych z okolic Hartley w Australii Południowej (Blue Mountains) odkrył cząstki złota. Informacje o odkryciach kierował do gubernatora Nowej Południowej Walii, Georga Gippsa, jednak propozycje eksploatacji nie spotkały się ze zrozumieniem. Większą uwagę opinii publicznej udało się zwrócić na tę sprawę dopiero po śmierci Gippsa (1847). W następnych latach Edward Hargraves odkrył złoża złota w Ophir; Clarke został wówczas rządowym doradcą naukowym w sprawach eksploatacji (lata 1851–1853); niósł też posługi kościelne pracownikom kopalń i mieszkańcom okolicy oraz dokonywał wielu pieszych i konnych rekonesansów, m.in. w Alpach Australijskich, nad rzekami Hunter i Darling.
Za istotny uważa się również jego wkład w badania wieku pokładów węgla (przedmiot wieloletniej polemiki z F. McCoyem). Interesował się też meteorologią, np. systematycznie rejestrował dane o pogodzie, w tym wiatrach, w latach 1839–1857 w Parramatta i kolejnych miejscach zamieszkania. W 1842 r. zamieścił w The Sydney Morning Herald 20 artykułów na ten temat, apelując o utworzenie systemu skoordynowanych obserwacji meteorologicznych. Pisał również liczne artykuły popularyzujące inne dziedziny wiedzy, starając się pokonać the intellectual barrenness of New South Wales (intelektualną bezpłodność Nowej Południowej Walii). Był kuratorem Australian Museum (lata 1841–1843). Ze względu na nadmiar obowiązków nie przyjął propozycji włączenia w skład pierwszego senatu University of Sydney (utworzonego w roku 1850), a w 1856 r. zajęcia stanowiska profesora geologii i mineralogii z rekomendacji St Paul’s College. Był założycielem Royal Society of New South Wales (1867) i jego wiceprezydentem do 1876 roku.

## Publikacje
Opracował 28 urzędowych raportów z badań fizycznej i stratygraficznej struktury rejonów, które odwiedzał, zawierających m.in. informacje o zasobach rud metali, opublikowanych w Nowej Południowej Walii i Wielkiej Brytanii; wydał też m.in.:
- 1851 – Plain Statements and Practical Hints Respecting the Discovery and Working of Gold in Australia
- 1860 – Researches in the Southern Gold Fields of New South Wales

Oprócz raportów i książek opublikował ok. 80. prac naukowych, a jego mapy geologiczne zostały wykorzystane w czasie opracowywania mapy Nowej Południowej Walii, wydanej przez Wydział Górnictwa w 1880 roku. Zgromadzona przez niego cenna kolekcja australijskich skamieniałości i minerałów została zniszczona czasie pożaru Garden Palace w 1882 roku.

## Wyróżnienia i upamiętnienie
Za prace dotyczące zasobów złota został uhonorowany w 1861 r. przez rząd Nowej Południowej Walii grantem w wysokości £3000. Jego osiągnięcia zyskały też uznanie Royal Society; został wybrany jego członkiem (ang. Fellow) w czerwcu 1876 roku, co oznaczało, że mógł używać tytułu Fellow of the Royal Society (FRS).
W 1877 r. otrzymał od Londyńskiego Towarzystwa Geologicznego (ang. Geological Society) Medal Murchisona za pracę dotyczącą pokładów węgla kamiennego w Nowej Południowej Walii.
W roku jego śmierci Royal Society of New South Wales ustanowiło Clarke Medal – pierwsze odznaczenie naukowe, przyznawane w Australii. Jego imię nosi np. William Clarke College, koedukacyjna szkoła anglikańska w Kellyville.

## Życie prywatne
3 stycznia 1832 r. poślubił Marię Moreton, z którą miał czworo dzieci – syn i dwie córki urodziły się w Anglii, a druga córka w Nowej Południowej Walii.